# Флечер (Охајо)
Флечер (енгл. Fletcher) град је у америчкој савезној држави Охајо.

## Демографија
По попису из 2010. године број становника је 473, што је 37 (-7,3%) становника мање него 2000. године.
| Група             | 2000.       | 2010.       |
| Белци             | 497 (97,5%) | 458 (96,8%) |
| Афроамериканци    | 3 (0,6%)    | 0 (0,0%)    |
| Азијати           | 0 (0,0%)    | 0 (0,0%)    |
| Хиспаноамериканци | 3 (0,6%)    | 4 (0,8%)    |
| Укупно            | 510         | 473         |